# Bagism

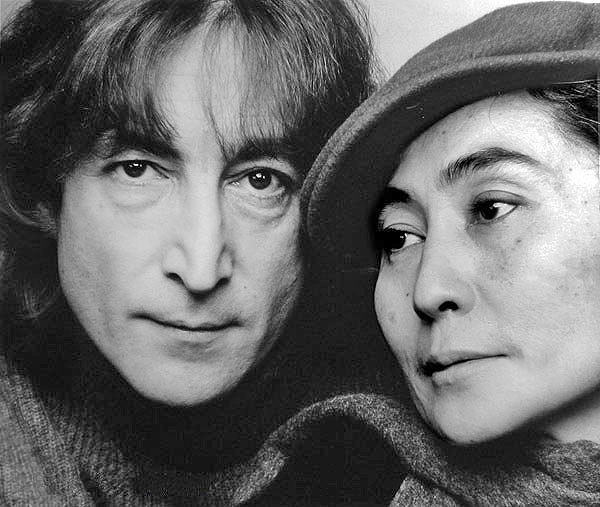
John Lennon e Yoko Ono

Bagism é um termo criado por John Lennon e Yoko Ono como parte de uma campanha que eles fizeram pela paz no final dos anos 60. A finalidade do bagism era satirizar o preconceito e a estereotipagem. Bagism literalmente quer dizer vestir um saco envolvendo o corpo inteiro. De acordo com John e Yoko, vivendo dentro de um saco, outros não podem julgá-lo pela cor de sua pele, comprimento do seu cabelo, pelas roupas que você veste, por sua idade, ou qualquer outro atributo.

## Proposta e origens
John e Yoko apresentaram a ideia do Bagism durante uma conferência para imprensa em 31 de março de 1969 na cidade de Viena, e a explicaram melhor no dia 14 de junho do mesmo ano em uma entrevista para televisão com David Frost.
O casal já tinha aparecido antes, em 1968, dentro de um saco no Royal Albert Hall. Segundo Yoko, o bagism foi inspirado no romance O Pequeno Príncipe, de Antoine de Saint-Exupéry.
O Bagism é mencionado duas vezes em uma canção dos Beatles escritas por John Lennon. A primeira vez que o termo apareceu foi na canção "The Ballad of John and Yoko" onde John se refere ao fato de comer bolo de chocolate em um saco. A segunda vez foi na música "Come Together". Bagism também aparece na composição gravada por ele "Give Peace a Chance" com o dizeres "Everybody's talkin' about Bagism...." ("Todo mundo está falando sobre o Bagism"...).